# Carolina querida
Carolina querida (título original en francés: Caroline chérie) es una película dramática de carácter histórico, estrenada en 1968, dirigida por Denys de La Patellière y protagonizada por France Anglade, Vittorio De Sica y Bernard Blier. Realizada como una coproducción entre Francia, Italia y Alemania Occidental, está basada en la novela homónima de Jacques Laurent, que ya había sido adaptada al cine en 1951, también con el título original Caroline chérie (conocida en español como Los amores de Carolina).
La película fue rodada en los estudios Épinay, cerca de París. La dirección de arte estuvo a cargo de Jean André y el vestuario fue diseñado por Jacques Fonteray. Se filmó en pantalla ancha y en formato Eastmancolor.

## Sinopsis
Carolina es la hija del conde de Bièvres, un aristócrata arruinado que busca casarla para mejorar la situación económica familiar. En vísperas de la toma de la Bastilla, durante una campaña en el Bosque de Vincennes, Carolina conoce a Gaston de Sallanches, de quien se enamora. Sin embargo, él rechaza el matrimonio debido a su carrera militar. Ante la necesidad, Carolina acepta casarse con Georges Berthier, un revolucionario rico pero poco agraciado, abogado y diputado a la Convención Nacional. Cuando Berthier es acusado por Robespierre, Carolina se ve obligada a huir. A lo largo de su fuga, atraviesa numerosos peligros y vive varios encuentros amorosos hasta reencontrarse con Gaston, ahora oficial del ejército de Bonaparte.

## Reparto
- France Anglade: Carolina de Bièvre
- François Guérin: Gaston de Sallanches
- Bernard Blier: Georges Berthier
- Karin Dor: Isabelle de Coigny
- Giorgio Albertazzi: Jean Albencet
- Vittorio De Sica: Conde de Bièvre
- Françoise Christophe: La Chabanne
- Jean-Claude Brialy: De Boimussy
- Charles Aznavour: El postillón
- Gert Fröbe: Dr. Belhomme
- Jacques Monod: De Carilly
- François Chaumette: Van Krift 1
- Jean-Pierre Darras: Van Krift 2
- Isa Miranda: Duquesa de Bussez
- Valeria Ciangottini: Marie-Anne de Forbin
- Roger Dumas: Clément
- Pierre Vernier: Napoleón Bonaparte
- Denis Savignat: Aristócrata en Vincennes
- Henri Virlogeux: Dr. Guillotin
- Béatrice Altariba: Mujer en Belhomme
- Jacques Richard: Comisario
- Claude Bertrand: Municipal de la prisión
- Jacques Hilling: Relevista
- Michel Tureau: Agente revolucionario
- Pierre Leproux: Amigo de Berthier
- André Badin y Pierre Lafont: Sirvientes en Vincennes
- Dominique Zardi: Asistente en la prisión
- Jean-Pierre Sentier: Revolucionario
- Sady Rebbot: Prisionero con Carolina
- Daniel Ceccaldi: Narrador